# Liste der Ehrenbürger von Speyer
Die Stadt Speyer hat seit 1832 20 Personen das Ehrenbürgerrecht verliehen. Sie würdigt damit jene Personen, die sich in herausragender Weise für die Domstadt engagiert haben.
Zwischen 1933 und 1945 wurden zudem Adolf Hitler und Ludwig Siebert zu Ehrenbürgern der Stadt erklärt. Diese Ehrungen wurden im Juni 1946 auf Beschluss des Speyrer Stadtrates wieder aberkannt.
Hinweis: Die Auflistung erfolgt chronologisch nach Datum der Zuerkennung.

## Die Ehrenbürger der Stadt Speyer
1. Joseph von Stichaner (* 22. Oktober 1769 in Tirschenreuth; † 6. April 1856 in München)
Regierungspräsident
Verleihung am 17. Februar 1832
Stichaner wurde wegen seiner Verdienste bei der Sanierung der Gemeindefinanzen, beim Bau von Straßen und Dämmen und der Förderung der Forstwirtschaft, seinen Bemühungen um das Schulwesen und der Teilnahme an der Gründung des Historischen Vereins der Pfalz ausgezeichnet.
2. Carl Albert Leopold Freiherr von Stengel (* 27. Oktober 1784, Schloss Biederstein bei München; † 5. Dezember 1865)
Regierungspräsident der Pfalz
Verleihung am 23. Dezember 1837
Ausgezeichnet wegen seiner Verdienste um ein eigenständiges Bistum Speyer, das Schulwesen und den Domgarten.
3. Karl Theodor Fürst von Wrede (* 8. Januar 1797 in Heidelberg; † 10. Dezember 1871 in Linz an der Donau)
Regierungspräsident der Pfalz
Verleihung am 30. April 1841
4. Georg von Jäger (* 8. März 1778 in Düsseldorf; † 20. November 1863 in Speyer)
Pädagoge
Verleihung am 11. November 1842
Jäger wurde wegen seiner Verdienste gegen Kinderarbeit, für eine absolute Schulpflicht und einen ordentlichen Schulabschluss zum Ehrenbürger ernannt.
5. Johann von Schraudolph (* 13. Juni 1808 in Oberstdorf; † 31. Mai 1879 in München)
Maler
Verleihung am 5. Februar 1853
Schraudolph schuf für die Ausmalung des Speyrer Doms einen Gemäldezyklus aus dem Leben des heiligen Bernhard. Für diese Arbeit wurde er mit der Ehrenbürgerschaft ausgezeichnet.
6. Joseph Schwarzmann (* 1. Februar 1806 in Prütz/Tirol; † 18. Juli 1890 in München)
Maler
Verleihung am 5. Februar 1853
Zusammen mit Schraudolph wurde der ebenfalls an der Ausmalung des Doms beteiligte Schwarzmann zum Ehrenbürger ernannt.
7. Anton Nickel (* 25. August 1805 in Kusel; † 10. März 1874 in Speyer)
Jurist
Verleihung am 12. September 1864
Nickel, der seit 1854 in Speyer als Landrichter tätig war, wurde wegen seiner Verdienste um den Eisenbahnbau, den Bau der Schiffbrücke über den Rhein und die Errichtung der Speyerer Realschule geehrt.
8. Jakob Freiherr von Hartmann (* 4. Februar 1795 in Maikammer; † 23. Februar 1873 in Würzburg)
General
Verleihung am 17. März 1871
Mit der Verleihung der Ehrenbürgerschaft wurden vor allem seine Verdienste um die Ausweitung der Speyerer Garnison gewürdigt.
9. Sigmund Heinrich Freiherr von Pfeufer (* 24. Februar 1824 in Bamberg; † 23. September 1894)
Regierungspräsident der Pfalz
Verleihung am 22. August 1871
Ernennung wegen seiner Verdienste „zum Wohle der Pfalz und insbesondere um das Gedeihen und Emporblühen“ der Stadt

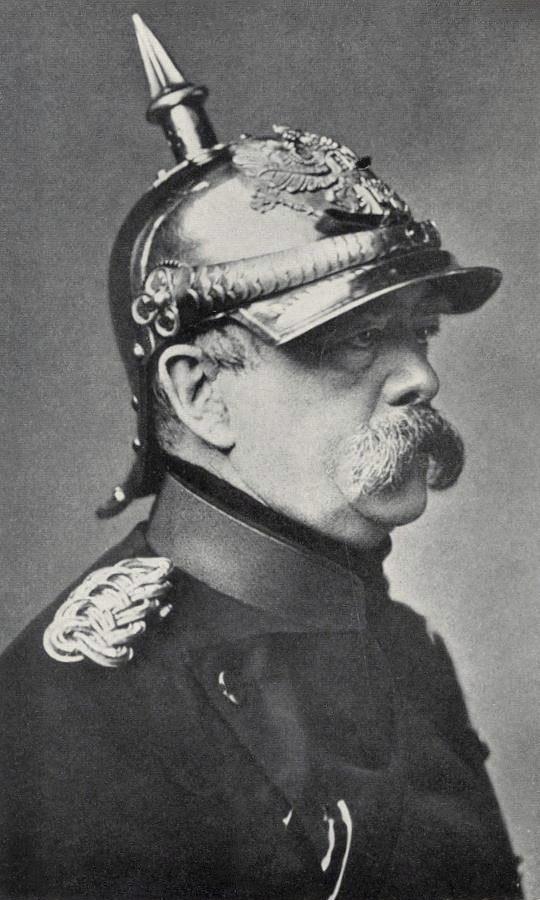
Otto von Bismarck
10. Otto von Bismarck (* 1. April 1815 in Schönhausen; † 30. Juli 1898 in Friedrichsruh bei Hamburg)
Reichskanzler
Verleihung am 27. Februar 1895
Anlässlich der Vollendung seines 80. Lebensjahres.
11. Heinrich Hilgard (* 10. April 1835 in Speyer; † 12. November 1900 in Hudson/USA)
Mäzen
Verleihung am 6. August 1895
Hilgard erwarb sich mit seinen Stiftungen, so die Gedächtniskirche, das Gymnasium und das Diakonissenkrankenhaus große Verdienste.
12. Adolf Ritter von Neuffer (* 30. September 1845 in Regensburg; † 1924 in Karlsruhe)
Regierungspräsident der Pfalz
Verleihung am 14. April 1909
Ehrenbürger wegen „seiner Verdienste um den Neubau des Historischen Museums“.
13. Ludwig Freiherr von Welser (* 6. Mai 1841 in Eichstätt; † 26. Dezember 1931 in Neunhof)
Regierungspräsident der Pfalz
Verleihung am 14. April 1909
Ehrenbürger wegen „seiner Verdienste um den Neubau des Historischen Museums“.

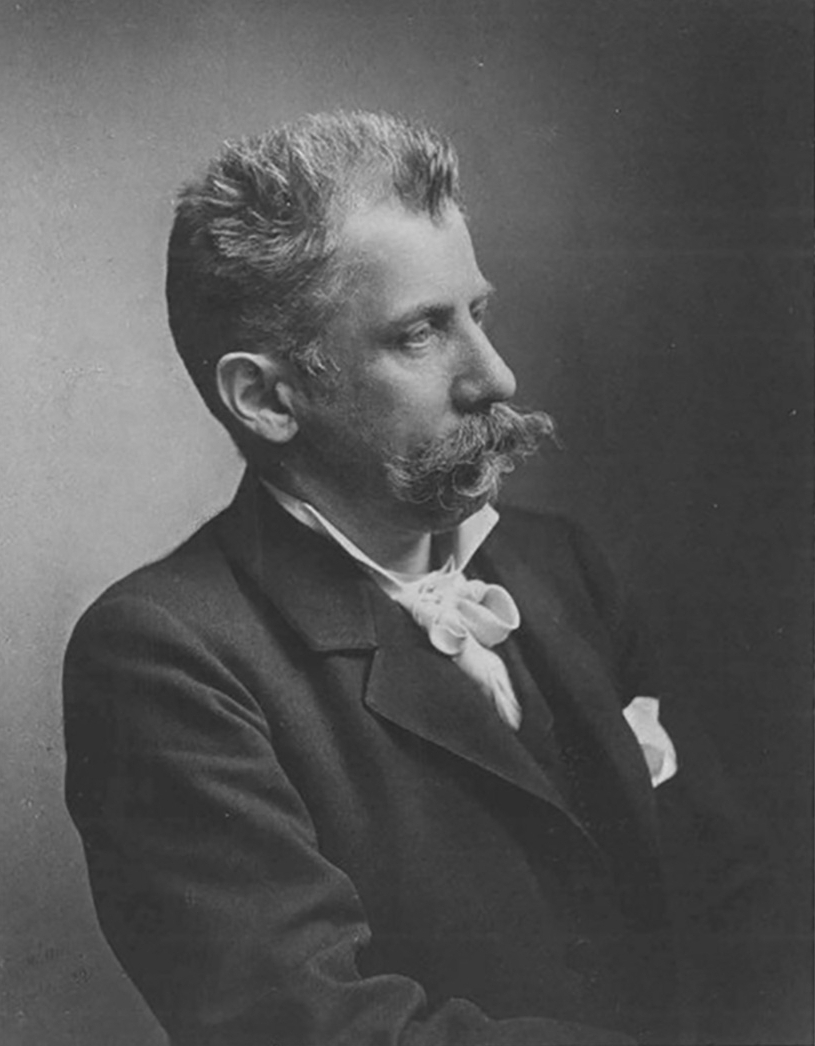
Gabriel von Seidl
14. Gabriel von Seidl (* 9. Dezember 1848 in München; † 27. April 1913 in Bad Tölz)
Architekt
Verleihung am 14. April 1909
Ehrenbürger wegen seiner Verdienste um die Errichtung des „von ihm errichteten Neubau des Historischen Museums der Pfalz in Speyer“
15. William Scharsmith (* 14. August 1882; † Januar 1982 in Queens, New York)
Arzt
Verleihung am 28. Juni 1923
Die Stadt ehrte den US-Amerikaner aufgrund seiner Verdienste für die notleidenden Kinder in der Pfalz.
  - Adolf Hitler (* 20. April 1889 in Braunau am Inn; † 30. April 1945 in Berlin)

Reichskanzler
Verleihung am 27. April 1933; aberkannt am 21. Juni 1946
16. Paul von Hindenburg (* 2. Oktober 1847 in Posen; † 2. August 1934 auf Gut Neudeck)
Generalfeldmarschall, Reichspräsident
Verleihung am 27. April 1933
Hindenburg wurde zusammen mit Hitler und Siebert wegen „seiner außerordentlichen Verdienste um Volk und Vaterland“ zum Ehrenbürger ernannt.
  - Ludwig Siebert (* 17. Oktober 1874 in Ludwigshafen; † 1. November 1942 in Stock am Chiemsee)

Bayerischer Ministerpräsident
Verleihung am 27. April 1933; aberkannt am 21. Juni 1946
17. Friedrich Voelcker (* 22. Juni 1872 in Speyer; † 19. März 1955 in Mainz)
Arzt
Verleihung am 19. Juni 1947
Der aus Speyer stammende Chirurg wurde anlässlich seines 75. Geburtstages mit der Ehrenbürgerwürde bedacht.
18. Hans Marsilius Purrmann (* 10. April 1880 in Speyer; † 17. April 1966 in Basel)
Maler und Grafiker
Verleihung am 2. Mai 1950
Purrmann wurde anlässlich seines 70. Geburtstages ausgezeichnet, „weil er durch seine hervorragenden künstlerischen Leistungen den Ruhm seiner Vaterstadt Speyer weit bekannt gemacht“ hat.
19. Bernhard Vogel (* 19. Dezember 1932 in Göttingen)
Ministerpräsident von Rheinland-Pfalz und Thüringen
Verleihung am 21. Dezember 2002
Die Ehrung erfolgte anlässlich des 70. Geburtstages Vogels, „weil er sich in unterschiedlichen politischen Ämtern in herausragender Weise für die Belange der Domstadt eingesetzt hat“.
20. Luise Herklotz (* 20. August 1918 in Speyer; † 25. Juli 2009 in Speyer)
Landtags-, Bundestags- und Europaabgeordnete
Verleihung am 6. September 2003
Herklotz wurde die Ehrenbürgerschaft anlässlich ihres 85. Geburtstages verliehen, da sie sich im Verlauf der letzten Jahrzehnte trotz ihrer nationalen und internationalen Verpflichtungen in unterschiedlichen politischen Ämtern in herausragender Weise für die Belange der Domstadt eingesetzt hat.
21. Peter Eichhorn (* 30. Juli 1939 in Berlin)
Wirtschaftswissenschaftler und Kulturförderer
Verleihung am 30. Juli 2023
Neben seinem beruflichen Werdegang wurde sein Einsatz für die Kunst in der Stadt und in der Region gewürdigt.[1]